# Petar des Vaux-de-Cernay
Petar des Vaux-de-Cernay (Pierre) bio je francuski cistercitski redovnik, koji je umro oko 1218. Njegovo je djelo kronika Historia Albigensis, u kojoj je opisao Albigenški križarski rat. 
Petar je bio nećak Guya, biskupa Carcassonnea, koji je propovijedao protiv hereze katara. Guy i Petar stigli su do Zadra, koji je tada bio poznat kao Zara. Petar je vrlo vjerojatno upoznao Šimuna de Montforta, 5. grofa Leicestera. 
Vjeruje se da je Petar pri opisivanju katara bio znatno objektivniji negoli mnogi drugi tadašnji kroničari.